# Netzelia
Netzeliidae
Famille
Genre
Netzelia est l’unique genre de la famille des Netzeliidae (de l'ordre des Arcellinidés et la classe des Tubulinés).

## Étymologie
Le nom de genre Netzelia a été donné en 1979 par Colin Ogden (d) en hommage à Harald Netzel (d), qui refit notamment une description de l'espèce Difflugia oviformis,. 

## Description
Le genre Netzelia a une coquille ovoïde, circulaire en coupe transversale ; son ouverture est lobée avec un bord organique épais ou un collier, fait de petits idiosomes (éléments siliceux faits par l'organisme lui-même). Netzelia diffère de Difflugia par sa capacité à construire son test entièrement à partir d'idiosomes, mais aussi, parfois quelques matériaux étrangers (xénosomes) comme des grains minéraux et des frustules de diatomées.
L'un des principaux caractères de la coquille qui distingue Netzelia de Difflugia sont les idiosomes intégrés qui ont souvent la forme caractéristique de « clou ». La proportion de ces éléments dans la matrice de la coquille dépend, en partie, de la disponibilité d'autres matériaux siliceux, cependant, ils peuvent construire une enveloppe complète composée uniquement de ces éléments. Les dimensions des « clous » peuvent varier, bien que cette variation soit généralement limitée à la longueur de la tige du clou, et non au diamètre de la tête.
L'espèce Netzelia gramen mesure entre 50 et 126 µm selon les auteurs.

## Habitat et répartition
Netzelia gramen est une espèce d'eau douce répertoriée sur tous les continents. On peut la trouver dans le plancton, le périphyton et dans les sédiments. Elle forme des bulles de gaz pour flotter.

## Liste des espèces
Selon IRMNG (11 janvier 2025) : aucune espèce recensée.
Selon GBIF (11 janvier 2025) :
- Netzelia lithophila Penard, 2021
- Netzelia lobostoma Leidy, 2021

Selon EOL (11 janvier 2025) :
- Netzelia achlora Penard, 1902
  - protonyme : Difflugia achlora Penard, 1902
- Netzelia corona  (Wallich, 1864) Gooma et al., 2017
- Netzelia danubialis Zivkovich, 1975
- Netzelia gramen Penard, 1902
  - protonyme : Difflugia gramen Penard, 1902
- Netzelia mitrata Chardez, 1987
- Netzelia mulanensis Yang et al., 2005
- Netzelia muriformis Gauthier-Lièvre & Thomas, 1958
- Netzelia oviformis (Cash, 1909) Ogden, 1979
- Netzelia tuberculata (Wallich, 1864)
- Netzelia tuberspinifera Hu, Shen & Gong, 1997
- Netzelia wailesi (Ogden, 1980) Meisterfeld, 1984[8].

## Systématique
Le nom valide de ce genre est Netzelia Ogden (d), 1979. 
La famille des Netzeliidae a quant à elle été créée en 2016 par Kosakyan (d), Gomaa (d), Lara (d) et Lahr (d).

## Publications originales
- Famille des Netzeliidae :
  - (en) Anush Kosakyan, Fatma Gomaa, Enrique Lara et aniel J. G. Lahr, « Current and future perspectives on the systematics, taxonomy and nomenclature of testate amoebae », European Journal of Protistology, Allemagne, vol. 55,‎ février 2016, p. 105-117 (ISSN 0932-4739, e-ISSN 1618-0429, DOI 10.1016/j.ejop.2016.02.001).
- Genre Netzelia :
  - (en) Colin G. Ogden, « Siliceous structures secreted by members of the subclass Lobosia (Rhizopodea : Protozoa) », Bulletin of the British Museum (Natural History), zoology, vol. 36, no 4,‎ 1979, p. 203-207 (ISSN 0007-1498, lire en ligne [PDF], consulté le 18 janvier 2025).